# 懷諾拉 (加利福尼亞州)
懷諾拉（英語：Wynola）是位於美國加利福尼亞州聖地牙哥縣的一個非建制地區。該地的面積和人口皆未知。

## 地理
懷諾拉的座標為33°05′51″N 116°38′44″W / 33.09750°N 116.64556°W，而該地的平均海拔高度為1111米（即3645英尺）。